# Анджей Чайковський
Анджей Чайковський (пол. Andrzej Czajkowski), відомий у Британії як Андре (англ. André Tchaikowsky; при народженні Роберт Анджей Краутгаммер (пол. Robert Andrzej Krauthammer); 1 листопада 1935 — 26 червня 1982) — польський композитор і піаніст.

## Біографія
Роберт Анджей Краутгаммер народився у Варшаві в 1935 році в єврейській родині. У нього з раннього дитинства виявлявся музичний талант, і з чотирьох років його мати, піаністка-аматорка, вчила його грати на фортепіано. Коли почалася Друга світова війна, їх переселили у Варшавське гетто. 1942 року його нелегально вивезли й дали підроблені документи на ім'я Анджея Чайковського. Разом з бабусею Селіною Анджею вдавалося переховуватись до Варшавського повстання 1944 року, коли їх відправили до транзитного табору Прушкув як звичайних польських громадян, звідки їх звільнили в 1945 році. Мати Анджея, Феліція Краутгаммер (уроджена Раппапорт), померла в Треблінці. Батько, Карл Краутгаммер, пережив війну і знову одружився, мав дочку Катерину (пізніше Краутгаммер-Фогт).
Анджей Чайковський, залишившись під цим прізвищем (пізніше він змінив написання імені на André Tchaikowsky), відновив уроки у Лодзінській державній школі (у віці 9 років) в Емми Альтберг (вона колись була ученицею піаністки Ванди Ландовської). Звідти він поїхав до Парижа, де його музичною освітою зайнявся піаніст і педагог Лазар Леві, і де він також після сварки розірвав стосунки з батьком на багато років.
Після повернення до Польщі (1950) навчався у Державній музичній академії в Сопоті у проф. Ольги Ілівіцької-Домбровської, а згодом у Державній музичній академії у Варшаві під керівництвом проф. Станіслава Шпінальського. Він почав свою концертну кар'єру ще студентом, демонструючи майстерність публічного виконання Гольдберг-варіацій Баха, фортепіанного концерту № 2 Рахманінова та виконуючи перед слухачами імпровізації на різні теми. З 1951 року відвідував класи композиції у проф. Казімежа Сікорського.
Після успіху на V Міжнародному конкурсі піаністів імені Шопена, де він отримав 8-у премію (1955), Чайковський виїхав вчитися в Брюссель у польського піаніста Стефана Аскенасе. Завдяки своїй роботі з Аскенасе Чайковський взяв участь у музичному Конкурсі імені королеви Єлизавети, отримавши в 1956 році третю премію. Того ж року він емігрував до Англії, де прожив до самої смерті.
У 1957 році дав серію сольних концертів у Парижі, виконавши всі композиції Равеля для фортепіано на честь двадцятих роковин смерті французького композитора. У той же час він консультував Надію Буланже у Фонтенбло з питань композиції, а також налагоджував контакт з Артуром Рубінштейном.
Незважаючи на успіхи як піаніста, найбільшою пристрастю Андре Чайковського була композиція. Він написав два фортепіанних концерти, струнний квартет, постановку Шекспіра «Сім сонетів» для голосу та фортепіано, фортепіанне тріо та декілька композицій для фортепіанного соло. Серед них — фортепіанна соната 1958 року та серія з десяти Inventions для фортепіано, написана між 1961 і 1962 роками, присвячена ряду друзів. Останній твір присвячений його психіатру Майклу Ріддаллу. Англійська піаністка Норма Фішер записала Inventions для ВВС у 1984 році.
Він також написав оперу «Венеційський купець» за п'єсою Шекспіра. Більша частина опери була написана до 1978 року, і після обговорення з музичним критиком Гансом Келлером Чайковський вирішив передати її на розгляд Англійській національній опері, яка тоді була під керівництвом лорда Гервуда. Програвання перших двох дій було організовано в грудні 1981 року за участю Гервуда, художнього керівника національної опери Девіда Паунтні та диригента Марка Елдера. Однак у березні 1982 року Чайковський отримав листа від Гервуда про відмову від опери. До цього часу Чайковський вже був важко хворий, і через три місяці помер. Його передсмертним бажанням було, щоб оперу поставили. Опера не була поставлена аж до 2013 року на Брегенцському фестивалі.
Для компанії класичної музики RCA Victor та лейблу Columbia EMI Чайковський записав твори Баха (Гольдберг-варіації), Гайдна (дві сонати, варіації фа мінор), Моцарта (Концерт до мажор, дві сонати та мінорні твори), Шуберта (вальси, ландлери, німецькі танці), Шопена (15 мазурок), а також Форе (фортепіанний квартет до мінор). Він зробив кілька записів власних творів для лейблу EMI.

## Череп

За бажанням Чайковського, його череп став театральним реквізитом Королівської шекспірівської трупи. На фото актор Девід Теннант використовує череп Чайковського у постановці «Гамлета» 2008 року.

Чайковський помер від раку товстої кишки у віці 46 років в Оксфорді. Своє тіло він заповів на медичні дослідження і пожертвував свій череп Королівській шекспірівській трупі, попросивши використовувати його як реквізит на сцені. Чайковський сподівався, що його череп буде використаний для черепа Йоріка в постановках «Гамлета». Упродовж багатьох років жодному актору чи режисеру не було комфортно використовувати справжній череп у виставах, хоча час від часу його використовували на репетиціях. У 2008 році череп нарешті тримав Девід Теннант у серії постановок «Гамлета» у Courtyard Theatre у Стратфорд-апон-Ейвоні. Після того, як використання черепа Чайковського було розкрито в пресі, ця постановка «Гамлета» переїхала у Вест-Ендський театр, і RSC оголосила, що більше не буде використовувати череп Чайковського (представник сказав, що це буде «занадто відволікати публіку»). Однак це була неправда; фактично череп використовувався протягом усього періоду постановок вистави у Вест-Енді, а також у подальшій телевізійній адаптації, яка транслювалася на каналі BBC2. Режисер Ґреґ Доран сказав: «Череп Андре Чайковського був дуже важливою частиною нашої постановки „Гамлета“, і, незважаючи на весь шум навколо нього, він дуже багато означав для трупи».

## Значущі твори
- Фортепіанний концерт № 1 (1957)
- Соната для фортепіано (1958)
- Соната для кларнета та фортепіано, Op. 1 (1959)
- Inventions для фортепіано, Op. 2 (1961—1962)
- Струнний квартет № 1 ля мажор, Op. 3 (1969—1970)
- Концерт для фортепіано з оркестром № 2, Op. 4 (1966—1971)
- Струнний квартет № 2 до мажор, Op. 5 (1973—1975)
- Опера «Венеційський купець»[en] (1968—1982)